# Pierre van der Veer
Pierre van der Veer (San Francisco, 23 december 1920 – 9 maart 2005) was Engelandvaarder.

## Jeugd
Pierre had een Franse moeder en een Nederlandse vader. Het gezin sprak Engels, dus Pierre werd drietalig opgevoed. Enkele maanden na zijn geboorte werd zijn vader assistent-directeur van Hotel des Indes in Batavia, waar hij als enig kind een heerlijke jeugd had.
Terwijl ze in 1928-1929 enkele maanden in Europa reisden, brak de crisis uit. Vader van der Veer kreeg te horen dat hij was ontslagen, maar hij vond een nieuwe baan bij de KPM. Hij ging terug naar Indië, moeder en zoon bleven in Nederland, waar Pierre zijn eindexamen deed. Daarna gingen ze samen weer naar Indië.

## Oorlog

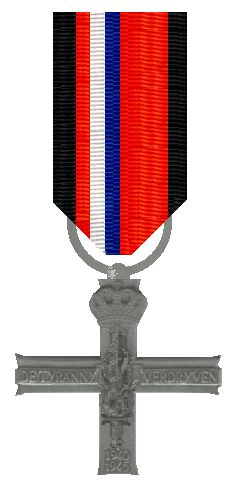
VHK

In 1939 ging Pierre naar het Marine Instituut in Delfzijl totdat het instituut door de Duitsers in 1942 werd opgeheven. Met een Franse neef, die in Pau woonde, wilde hij toen naar Engeland gaan. Hij werd echter gearresteerd en in de haven van Bordeaux tewerkgesteld. Op een sleepboot moest hij bemanningen bevoorraden. Via zijn neef kwam hij in contact met de ondergrondse, die hem hielp naar Engeland te gaan.
Na de gebruikelijke verhoren ging hij bij het KNIL en vertrok hij naar Australië voor training. Hij kwam bij de luchtmacht en vloog op Kittyhawks en Mustangs.

## Na de oorlog
Pierre bleef in Melbourne om zijn training af te maken en ontmoette daar Enid, met wie hij begin 1946 trouwde. In september verhuisden ze naar Bundaberg. Hun dochter werd in Batavia geboren. Na enkele maanden nam Pierre ontslag, want hij geloofde dat zijn toekomst in Australië beter zou zijn. Hij wisselde daar een paar keer van baan. In 1973 kreeg hij zijn eerste hartaanval en in 1974 ging hij met pensioen. Een paar jaar later verhuisden ze naar Canada waar zijn vrouw op het federale departement van Aborigine Zaken werkte. Daarna gingen ze weer terug naar New South Wales.
In 1982 kwam hij naar Nederland voor een reünie van Engelandvaarders. Bij die gelegenheid kreeg hij het Verzetsherdenkingskruis.

## Onderscheidingen
- Verzetsherdenkingskruis
- Oorlogsherinneringskruis